# Elon Musk vagyona

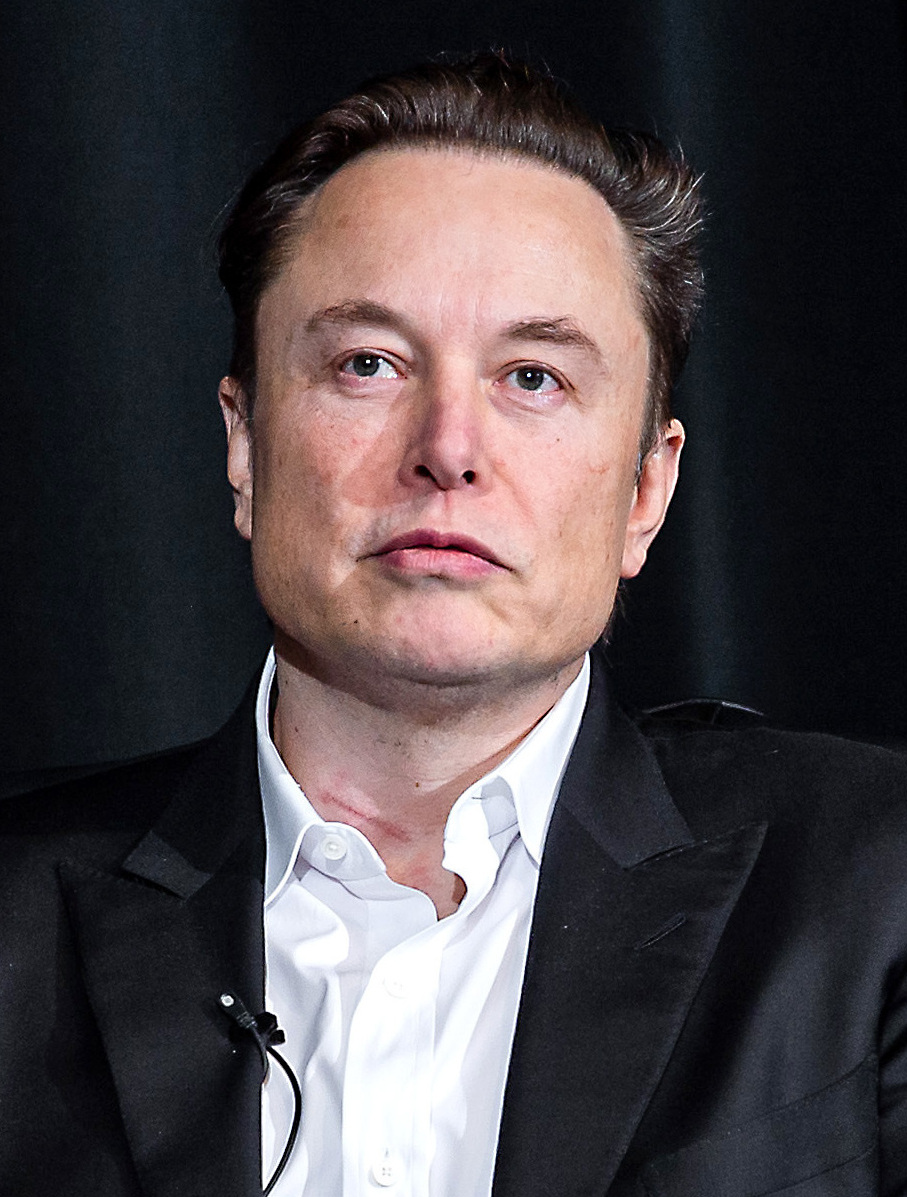
Elon Musk 2022-ben

Elon Musk a világ leggazdagabb embere, becsült nettó vagyona 2025 májusában 381 milliárd amerikai dollár volt a Bloomberg Billionaires Index szerint, és 424,7 milliárd dollár a Forbes szerint, elsősorban a Tesla, Inc. és a SpaceX vállalatokban birtokolt részesedéseiből.
2012-ben szerepelt először a Forbes milliárdosok listáján. 2020 novemberében Musk vagyonának körülbelül 75%-a a Tesla részvényeiből származott. Magát „készpénzszegénynek” nevezve egy évvel később ő lett az első ember a világon, akinek nettó vagyona meghaladta a 300 milliárd dollárt. 2024 decemberére ő lett az első ember, akinek nettó vagyona elérte a 400 milliárd dollárt.

## Története
Elon Musk 175,8 millió dollárt keresett, amikor a PayPal-t 2002 októberében eladták az eBay-nek. 2012-ben került fel először a Forbes milliárdosok listájára, 2 milliárd dolláros nettó vagyonnal.
Musk 455 millió dollár adót fizetett 1,52 milliárd dollár jövedelem után 2014 és 2018 között. A ProPublica szerint Musk 2018-ban nem fizetett szövetségi jövedelemadót. Kijelentette, hogy 2021-es adószámlája 12 milliárd dollárra becsülhető, 14 milliárd dollár értékű Tesla-részvényeinek eladása alapján.
Musk többször is „készpénzszegénynek” nevezte magát, és „kijelentette, hogy kevés érdeke fűződik a vagyon anyagi vonzerejéhez”. 2020 májusában ígéretet tett, hogy szinte minden fizikai tulajdonát eladja. Musk azzal védi vagyonát, hogy az emberiség űrbe történő terjeszkedéséhez gyűjt erőforrásokat.
2020 elején Elon Musk nettó vagyona 27 milliárd dollár volt. Az év végére nettó vagyona 150 milliárd dollárral nőtt, elsősorban a Tesla részvényeinek körülbelül 20%-ának tulajdonlása miatt. Ebben az időszakban Musk nettó vagyona gyakran ingadozott. Például szeptember 8-án 16,3 milliárd dollárral esett, ami akkor a Bloomberg Billionaires Index történetének legnagyobb egynapos zuhanása volt. Az év novemberében Musk megelőzte a Facebook társalapítóját, Mark Zuckerberget, és a világ harmadik leggazdagabb embere lett; egy héttel később megelőzte a Microsoft társalapítóját, Bill Gatest, és a második leggazdagabb lett.
2021 januárjában Musk, 185 milliárd dolláros nettó vagyonával, megelőzte az Amazon.com alapítóját, Jeff Bezost, és a világ leggazdagabb embere lett. Bezos a következő hónapban visszaszerezte az első helyet. 2021. szeptember 27-én, a Tesla részvények emelkedése után a Forbes bejelentette, hogy Musk nettó vagyona meghaladja a 200 milliárd dollárt, és ő a világ leggazdagabb embere. 2021 novemberében Musk lett az első ember, akinek nettó vagyona meghaladta a 300 milliárd dollárt.
2022. december 30-án a Tesla részvényeinek értékcsökkenése miatt Musk nettó vagyona 200 milliárd dollárral csökkent, ezzel ő lett az első ember a történelemben, akinek ez sikerült, amit 2023 januárjában a Guinness Rekordok Könyve is elismert.
Musk nettó vagyona a 2024-es amerikai elnökválasztás után ugrásszerűen megnőtt, és 2024 decemberében ő lett az első ember, akinek nettó vagyona meghaladta a 400 milliárd dollárt..
Az Amerikai Egyesült Államok szövetségi kormánya, mint elsődleges ügyfél, 2024 novemberében 20 milliárd dollár értékű szerződéseket kötött a SpaceX-szel.
Musk kapcsolata a Trump-kormányzattal visszhangot váltott ki, ami azt eredményezte, hogy nettó vagyona 2024 decembere és 2025 márciusa között 126 milliárd dollárral csökkent.

## A vagyon forrásai
Musk vagyonának körülbelül 75%-a 2020 novemberében a Tesla részvényeiből származott, ez az arány 2022 decemberére körülbelül 37%-ra csökkent, miután 2021 vége óta közel 40 milliárd dollár értékben adott el vállalati részvényeket. Musk nem kap fizetést a Teslától; 2018-ban megállapodott az igazgatósággal egy kompenzációs tervről, amely személyes jövedelmét a Tesla értékeléséhez és bevételéhez köti. A megállapodás előírta, hogy Musk csak akkor kapja meg a kompenzációt, ha a Tesla elér bizonyos piaci értékeket. Ez volt a legnagyobb ilyen jellegű megállapodás, amelyet valaha kötöttek egy vezérigazgató és egy vállalat igazgatósága között. Az első, 2020 májusában megadott juttatás keretében 1,69 millió Tesla-részvényt (a vállalat körülbelül 1%-át) vásárolhatott piaci ár alatt, ami körülbelül 800 millió dollár értékű volt.
2024 januárjában Kathaleen McCormick delaware-i bíró egy 2018-as perben úgy döntött, hogy Musk 55 milliárd dolláros fizetési csomagját a Teslától vissza kell vonni. McCormick a vállalat igazgatótanácsa által megítélt kompenzációt „felfoghatatlan összegnek” nevezte, amely igazságtalan a részvényesekkel szemben. A döntésre reagálva Musk a következőket írta az X-en: „Soha ne alapítsd a vállalatodat Delaware államban.” 2024 június közepén újratörvényesítő részvényesi szavazáson döntöttek, bár számos további peres eljárás várható, többek között egy Tesla-befektető által előzetesen benyújtott per, amelyben azt állította, hogy Musk „kényszerítő taktikákat” alkalmazott, hogy a szavazást a saját javára fordítsa.

## Vezetés
Musk vagyonát az Excession LLC nevű családi irodája kezeli, amelyet 2016-ban alapítottak, és Jared Birchall vezet.

## Adományozás
Walter Isaacson életrajzíró szerint Muskot nem nagyon érdekli a jótékonyság. Musk úgy véli, hogy többet tehet az emberiségért, ha pénzét a cégeiben hagyja, és velük együtt törekszik a fenntartható energia, az űrkutatás és a mesterséges intelligencia biztonságának céljaira. A Musk Alapítványt mind a támogatások kedvezményezettjeinek kiválasztása, mind a viszonylag alacsony kifizetési arány miatt bírálták. 2021-ben és 2022-ben a Musk Alapítvány vagyonának kevesebb mint 5%-át juttatta támogatásokra, miután vagyona több milliárd dollárra nőtt. Ez azt jelenti, hogy nem érte el az adómentességi státuszának fenntartásához szükséges törvényes minimális adományozási összeghatárt. A The Guardian kritizálta, hogy az alapítvány Musk és családtagjai különböző projektjeit finanszírozta, bár ez nem szokatlan a milliárdosok és a gazdag adományozók körében. A The New York Times arra a következtetésre jutott, hogy 2022-ig a Musk Alapítvány támogatásainak körülbelül fele olyan szervezetekhez került, amelyek „kapcsolatban állnak” Muskkal, egyik alkalmazottjával vagy egyik vállalatával. Musk jótékonysági tevékenysége „nagyrészt öncélú”. Egy esetben, miután Musk felszólította a Világélelmezési Program igazgatóját, David Beasley-t, hogy dolgozzon ki egy tervet Musk pénzének felhasználására, amely Beasley szerint hozzájárulhatna a világ éhínségének felszámolásához, Musk ehelyett a szóban forgó 6 milliárd dollárt saját alapítványának adományozta, még akkor is, miután Beasley terve kimutatta, hogy a pénzzel 42 millió embert lehetne egy évig ellátni.

### Oktatás
Musk azt állította, hogy a csökkenő születési arányszámok egzisztenciális fenyegetést jelentenek az emberiségre, és 2021-ben 10 millió dollárt adományozott a Texasi Egyetemnek Austinban, hogy kutassák a lehetséges kockázatokat.
2023 decemberében adóbevallásokból kiderült, hogy Musk 100 millió dollárt adományozott egy új alapítványnak, a „The Foundation”-nak, amelyet azzal a céllal hoztak létre, hogy tudományos, technológiai, mérnöki és matematikai (STEM) tantárgyakra specializálódott általános és középiskolát hozzanak létre. Az alapítvány tervei között szerepelt a projekt kiterjesztése a Dél-Amerikai Főiskolák és Iskolák Szövetsége által akkreditált egyetemi szintre. 2022-ben Musk 2,2 milliárd dollár értékű Tesla, Inc. részvényt juttatott az alapítványnak.[forrás?]

### Technológia
2015 januárjában Musk 10 millió dollárt adományozott a nonprofit Future of Life Institute-nak, egy szervezetnek, amely a fejlett technológiák által jelentett kihívásokkal foglalkozik.

### Politika
A The Wall Street Journal szerint Musk 2022 őszén 50 millió dollárt adományozott a Citizens for Sanity nevű politikai akcióbizottságnak (PAC), amely Donald Trump politikájával áll összhangban.
Musk 2023-ban 10 millió dollárt adományozott Ron DeSantis 2024-es elnöki kampányának támogatására.
2024-ben Musk támogatta Donald Trump 2024-es elnöki kampányát, létrehozta az America PAC-ot és 270 millió dollárt adományozott neki.. Emellett 20,5 millió dollárt adományozott a Trump-párti RBG PAC-nak. A 2024-es választási ciklusban összesen több mint 291 millió dollárt adományozott, ami a legtöbb az összes adományozó közül.

## Megjegyzés
1. ↑  A The Wall Street Journal szerint vagyona 140 milliárd dollár volt, ebből 52 milliárd dollár a Tesla részvényeinek tulajdonlásából származott.

## Fordítás
- Ez a szócikk részben vagy egészben  a   Wealth of Elon Musk című angol Wikipédia-szócikk ezen változatának fordításán alapul.  Az eredeti cikk szerkesztőit annak laptörténete sorolja fel. Ez a jelzés csupán a megfogalmazás eredetét és a szerzői jogokat jelzi, nem szolgál a cikkben szereplő információk forrásmegjelöléseként.